# Lockheed F-117 Nighthawk
Lockheed F-117 Nighthawk é um caça-bombardeiro furtivo de um só assento, bimotor, desenvolvido pela divisão de projetos secretos denominada Skunk Works da Lockheed e operado pela Força Aérea dos Estados Unidos (USAF). O F-117 foi baseado no demonstrador de tecnologia Have Blue e foi o primeiro avião operacional a ser projetado em torno da tecnologia furtiva. O voo inaugural do Nighthawk ocorreu em 1981 e a aeronave alcançou sua capacidade operacional em 1983. O Nighthawk ficou envolto em segredo até ser revelado ao público em 1988.
O F-117 foi amplamente divulgado por seu papel na Guerra do Golfo de 1991. Embora fosse comumente referido como o "caça stealth", era estritamente um avião de ataque. Os F-117 participaram no conflito na Iugoslávia, onde um foi derrubado por um míssil terra-ar (SAM) em 27 de março de 1999; foi o único Nighthawk a ser perdido em combate. A Força Aérea dos EUA retirou os F-117 em 22 de abril de 2008, principalmente devido ao F-22 Raptor. Sessenta e quatro F-117 foram construídos, 59 dos quais eram versões de produção, sendo os outros cinco demonstradores/protótipos.

## História

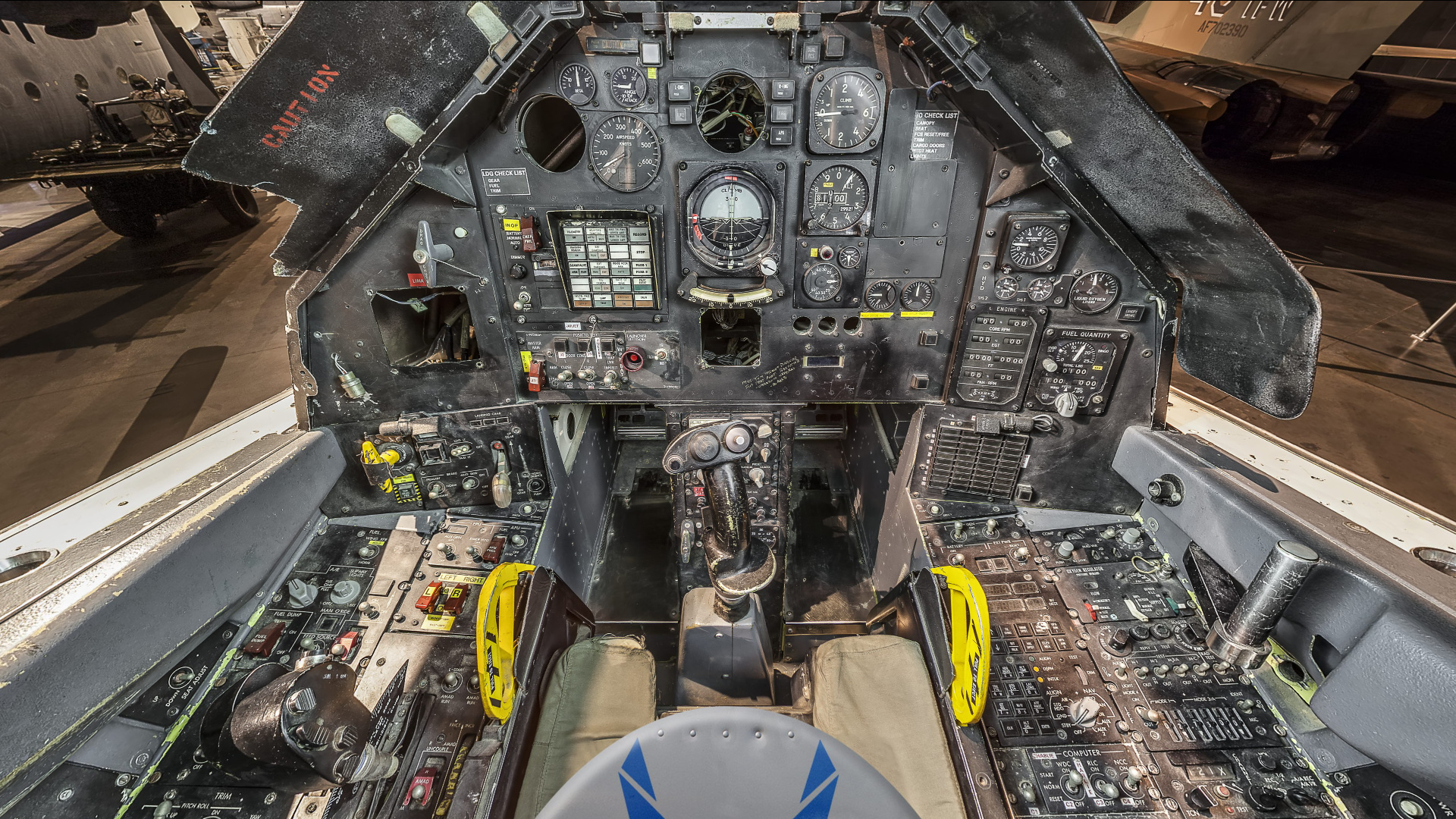
Cockpit do F-117.

A aprovação para a produção do F-117A foi emitida em 1978 com um contrato atribuído à Lockheed Advanced Development Projects, em Burbank na Califórnia, como um projecto de alto sigilo. O primeiro voo foi realizado em 1981, apenas 31 meses após a decisão da produção em massa. O primeiro F-117A saiu em 1982 e a sua capacidade operacional estabelecida em outubro de 1983. O último avião seria entregue no verão de 1990. A Força Aérea dos Estados Unidos negou a sua existência até 1988 e, em abril de 1990, um exemplar foi exibido em público na Base Aérea de Nellis, em Nevada, atraindo dezenas de milhares de espectadores.
Há quem diga que esse avião foi desenvolvido secretamente na Área 51, uma área militar ultra secreta restrita no deserto de Nevada.

## Aposentadoria e retorno ao serviço ativo
A Força Aérea dos Estados Unidos aposentou definitivamente os F-117 em 2008, mas ao contrário da maioria das aeronaves militares dos EUA, elas não foram enviadas para um cemitério de aviões, e sim enviadas para Tonopah, para o centro de estoque Type 1000, onde foram totalmente preservadas para uma eventual necessidade. Apesar de confirmada a aposentadoria dos aviões, múltiplos avistamentos das aeronaves furtivas foram registrados ao longo dos anos. Mas recentemente, o Comando de Mobilidade Aérea da Força Aérea dos Estados Unidos emitiu uma nota informando que as aeronaves retornarão ao serviço ativo, para conduzir o reabastecimento em voo de seus KC-135 e para voos de reconhecimento. Mas alguns rumores na internet dizem que o modelo está sendo usado em ataques na Síria, já o portal The War Zone aponta que as aeronaves estariam em operação atuando como aviões adversários (aggressores) em treinamentos e exercícios militares.

## Combate

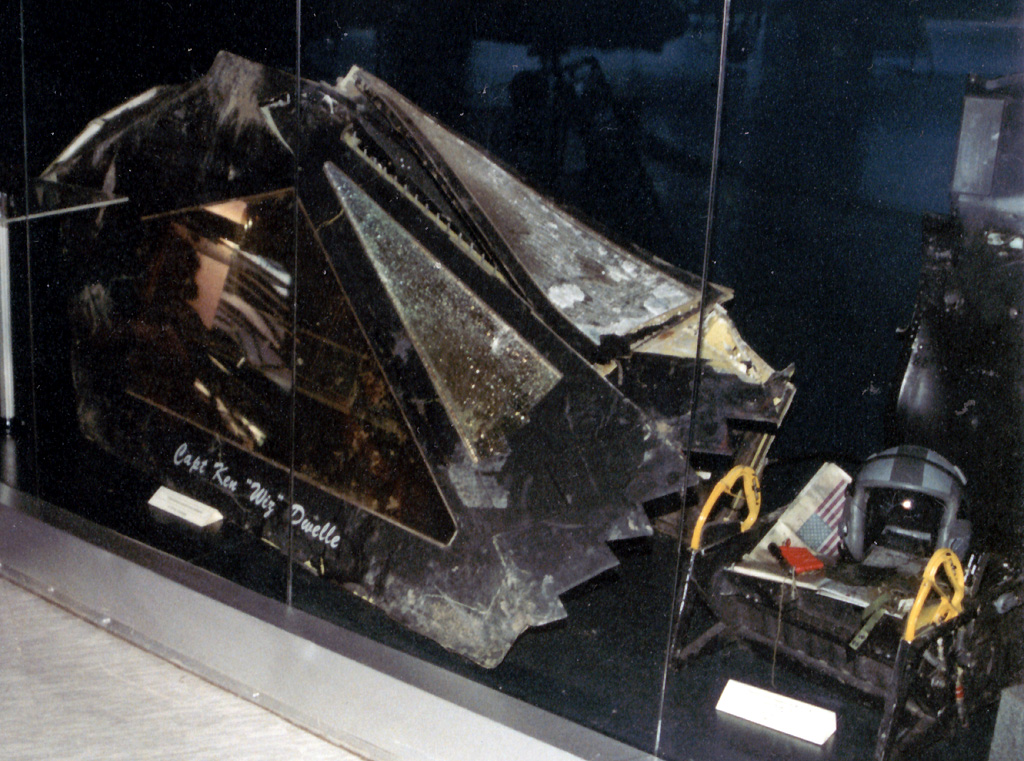
Canopi de um F-117 abatido durante o bombardeio da OTAN sobre a Iugoslávia em 1999.

O F-117 tem sido utilizado várias vezes em guerras contemporâneas. A sua primeira missão real foi no Panamá, na Operação Justa Causa, em 1989. Durante a invasão, o F-117 largou duas bombas na base de Rio Hato. Mais tarde, durante a Guerra do Golfo, largou bombas inteligentes em alvos iraquianos. Tem sido utilizado, desde então, na Guerra do Kosovo em 1999, no Afeganistão e na Invasão do Iraque.

## Cultura

### Alcunhas
Prévia ao seu batismo com o nome oficial, os engenheiros e pilotos de testes referiam-se a este avião, que seria escondido da luz do dia para evitar os satélites Soviéticos, como "Barata", por vezes ainda usado. Outra alcunha muito utilizada é "Wobblin' Goblin", devido à instabilidade do avião a velocidades reduzidas, especialmente durante reabastecimentos aéreos.